# Kallistus Caravario

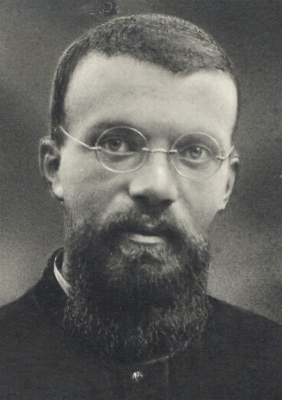
Kallistus Caravario SDB

Kallistus Caravario SDB, italienisch Callisto, (* 18. Juni 1903 in Cuorgnè bei Turin; † 25. Februar 1930 in Liuzhou, China) war italienischer Salesianer Don Boscos und Missionar in China.
Er trat 1918 in die Ordensgemeinschaft der Salesianer Don Boscos ein. 1921 begegnete er dem Missionar und Salesianerbischof Aloisius Versiglia und entschloss sich, Missionar in China zu werden. 1923 ging er nach China und wurde dort 1924 durch Versiglia zum Priester geweiht. Auf einer Pastoralreise nach Liuzhou wurde er gemeinsam mit Versiglia von Piraten ermordet.
Papst Paul VI. erklärte Versiglia und Caravario 1976 zu Märtyrern. 1983 wurden sie von Papst Johannes Paul II. selig- und am 1. Oktober 2000 heiliggesprochen. Die Kirche São Callisto Caravário in Uai-Mori (Osttimor) ist dem Heiligen gewidmet.